# Pobladura de Aliste

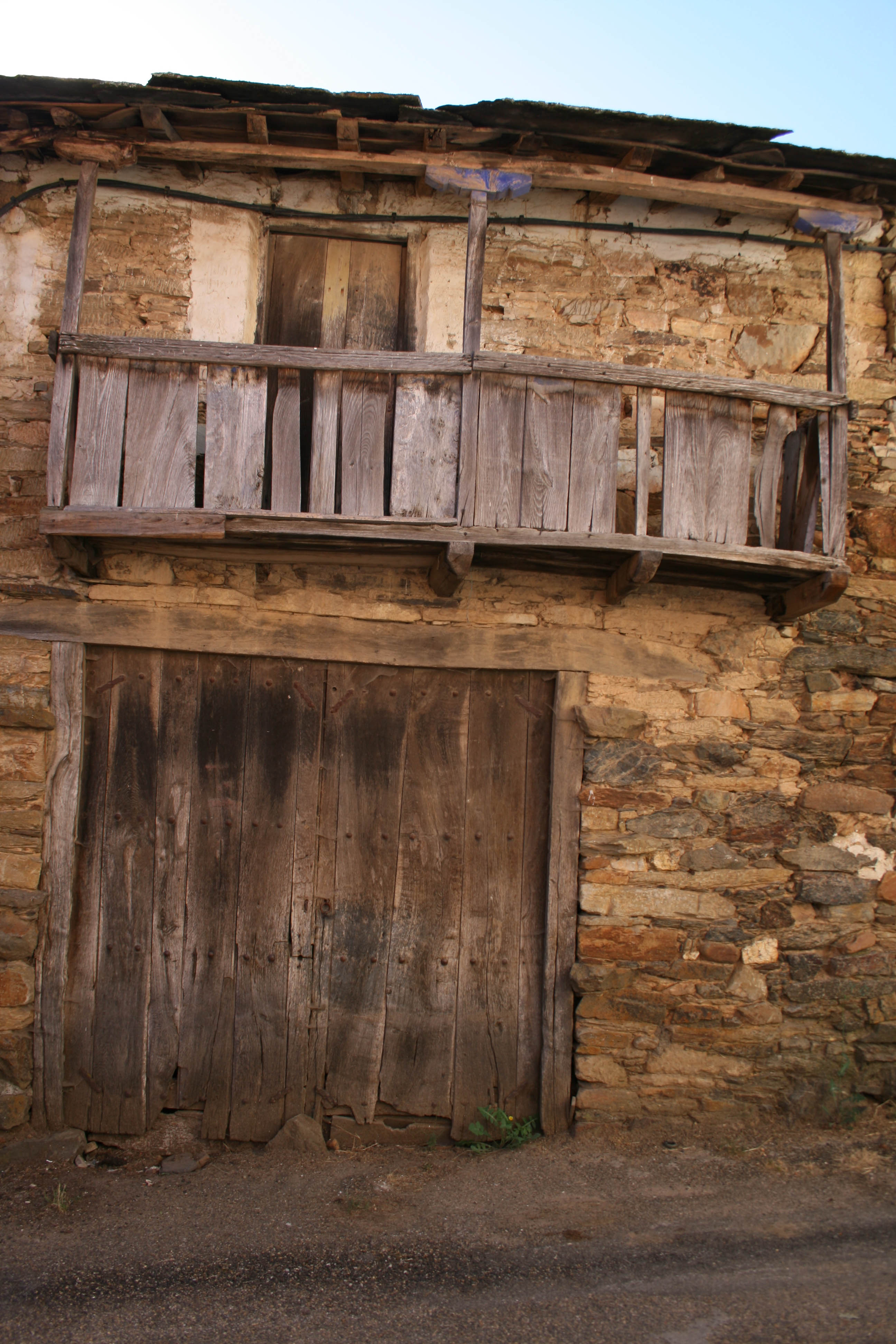
Detalle de la arquitectura típica de aliste.

Pobladura de Aliste es una localidad del municipio de Mahíde, ubicada al oeste (aprox. 80 km de distancia) de Zamora. Ubicado en el valle que forma el río Aliste sobre la sierra de la Culebra. Su principal economía es la agricultura y la ganadería: pastoreo de ovejas. Hoy en día la baja densidad de población hace que el pueblo tenga otras actividades sostenibles como puede ser el turismo rural.

## Topónimo
Pobladura, según cuenta la etimología del lugar, quiere hacer referencia a la población misma que se estableció inicialmente entre las peñas (muy abundantes por la zona) y las montañas "duras", de aquí la unión de Pueblo-duro o Puebla-dura. El genitivo de Aliste se le asigna por ser una de las pedanías situadas a orillas del río Aliste de esta comarca.

## Ubicación

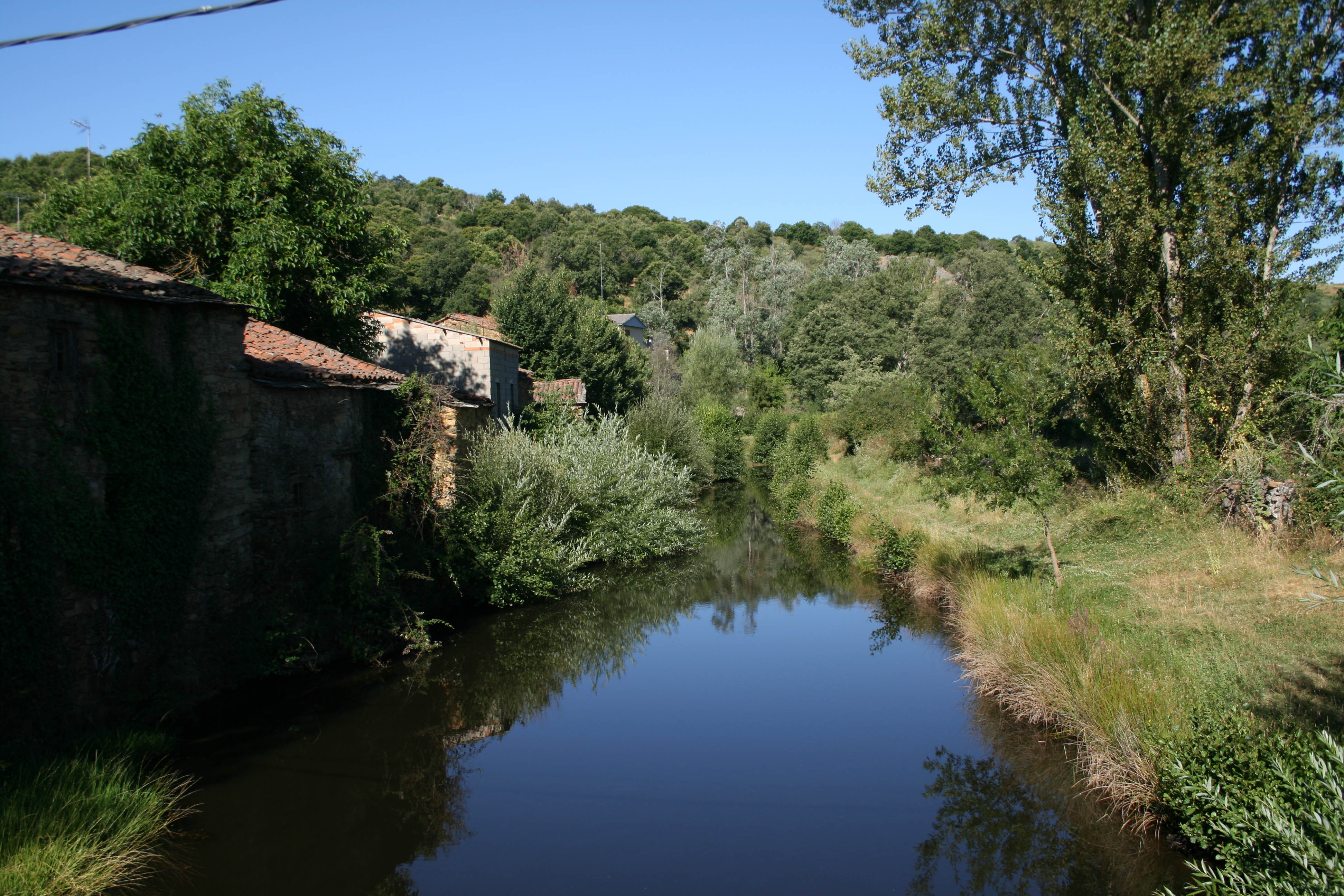
Puente de Arriba (Pobladura de Aliste)

Está situada a orillas del río Aliste, en el borde norte de la sierra de la Culebra, y entre otras pequeñas montañas. En un suelo geológico de tipo siluriano. Se puede acceder a este pequeño pueblo por la carretera de Mahíde (que atraviesa el centro de la pedanía) y por la que le une con La Torre de Aliste. Está conectada con numerosos caminos rurales y cañadas sin asfaltar que le unen con San Vitero y Gallegos del Campo o Villardeciervos. El pueblo se encuentra encastrado en un pequeño valle del que sólo destaca a lo lejos el campanario de la iglesia.
El río Aliste cruza el pueblo dejando dos puentes, uno a la entrada por la carretera proveniente de La Torre de Aliste y otro a la salida hacia Mahíde, transcurriendo el río por la ladera septentrional del mismo. En el trayecto del río por el pueblo se pueden observar algunos muy buenos ejemplares de molinos de agua (Se sabe de al menos 5), algunos aun en funcionamiento.

## Historia
No se conoce con certeza el origen de esta pequeña población, es muy posible que sus primeros moradores fueran los Zoelas pertenecientes a los astures más meridionales, Plinio el Viejo y Estrabón hablan de esta raza apelando a la sobriedad y rusticidad de sus costumbres. En la época romana es muy posible que la comarca fuera lugar de paso de las legiones en busca de expansión por el norte (Cantabria) y por el oeste (Portugal). En el siglo VII la ciudad de Braga (Portugal) reclama en un concilio como suya el PAGUS ALISTE. No se conoce mucha influencia de la época de los árabes en la zona y es muy posible que se limitara a ser una zona de paso.
A partir del siglo X Pobladura quedó integrada en el Reino de León, cuyos monarcas habrían acometido la repoblación de la localidad dentro del proceso repoblador llevado a cabo en Aliste. Tras la independencia de Portugal del reino leonés, en 1143, la localidad habría sufrido por su situación geográfica los conflictos entre los reinos leonés y portugués por el control de la frontera, quedando estabilizada la situación en Aliste a inicios del siglo XIII, hecho reforzado por la firma del Tratado de Alcañices en 1297.
Posteriormente, en la Edad Moderna, Pobladura estuvo integrada en el partido de Alcañices de la provincia de Zamora, tal y como reflejaba en 1773 Tomás López en Mapa de la Provincia de Zamora. Así, al reestructurarse las provincias y crearse las actuales en 1833, la localidad se mantuvo en la provincia zamorana, dentro de la Región Leonesa, integrándose en 1834 en el partido judicial de Alcañices, dependencia que se prolongó hasta 1983, cuando fue suprimido el mismo e integrado en el Partido Judicial de Zamora.
Finalmente, en torno a 1850, el antiguo municipio de Pobladura de Aliste se integró en el de Mahíde.

## Habitantes
Pobladura posee apenas una escasa centena de habitantes en invierno (en 2005 había censados 172). Se trata, en la actualidad, para la mayoría de los habitantes de verano de un área de recreo y turismo, y por esta razón su población veraniega se triplica. El habla de la tierra (alistano: variedad local del leonés) ha sido analizado por diversos estudiosos.

## Patrimonio
Entre los lugares más notables se encuentra la iglesia de Nuestra Señora de la Asunción que se considera una de las más importantes del Románico en la región. Se encuentra entre su fachada un reloj de sol moderno.
Existen diversos molinos impulsados por agua y ubicados a lo largo de la vera del río Aliste, algunos de ellos en la actualidad (2003) todavía operativos. La principal función de estos molinos es la de proporcionar la harina y el salvado suficiente para la realización de las tareas domésticas. 
Existen lugares en los alrededores del pueblo que se denominan castros (ubicados en las Viñas, los Camilones y Peña Merina) y que pudieron haberse tratado de pequeños asentamientos, quizás militares, quizás de poblaciones trashumantes. No existe certeza sobre sus orígenes y debido a la falta de documentación escrita y de la única transmisión oral de generación en generación se puede llegar a suponer sólo que son de origen prerromano. En la actualidad estos asentamientos carecen de estructura y apenas se puede vislumbrar un conjunto de piedras amontonadas.

## Cultura

### Costumbres
Cada 26 de diciembre se celebraba una teatralización o mascarada denominada Obisparra de probable origen profano. Se celebra por la calle e interviene el pueblo, contiene numerosos personajes figurado: la filandorra (Una madre con su hijo), unos bueyes y un arador, etc. Existe constancia de otras mascaradas denominadas Falamendrona. Actualmente la Obisparra se representa entre el 12 y 14 de agosto, con motivo de la celebración de las fiestas patronales de la Virgen de la Asunción (15 de agosto) y San Roque (16 de agosto).

### Asociación cultural y grupo de bailes regionales
Desde el año 2000 lleva recuperando y manteniendo costumbres y tradiciones como la obisparra, danzas populares de la zona, proceso de la lana y el lino,etc
- En estos últimos años, el grupo de baile se ha especializado en danzas de la provincia Zamora pero también de otros lugares de Castilla y León como Segovia, Valladolid...

- Un blog titulado "Aires de Aliste" es un buen testigo de lo que es esta asociación y su grupo: acairesdealiste.blogspot.com

- Tienen grandes actuaciones en el ámbito de la danza, por varios lugares del país y Portugal.

- celebran un festival nacional de música y danza popular de España(más info en su página web o blog)

### Fiestas
La semana cultural previa a los días 15 y 16 de agosto.
- Nuestra Señora de La Asunción, celebrado el 15 de agosto.
- San Roque, celebrado el 16 de agosto.
- Existen también los ramos de Ánimas, el 1 de noviembre, y San Antonio, el 13 de junio.
- Son especiales las procesiones del Viernes Santo.

### Gastronomía
Existen muchos platos comunes en la comarca de Aliste y pueden describirse por su contenido de cerdo, la más famosa es el ritual de la matanza (celebrado entre diciembre y enero de cada año) en la que las unidades familiares sacrifican uno o dos cerdos para posteriormente despiezarlo y  someterlo a un proceso de embutido, salazón, y finalmente ahumado. Los productos obtenidos de la matanza del cerdo son fundamentalmente:
- Chorizo y morcilla (la variedad de Aliste contiene pan y azúcar y el botillo (contiene huesos).
- Jamón y Paletillas
- Piezas adobadas con abundante pimentón
- Los turriyones una especie de migas de matanza.

Sobre la gastronomía de la zona cabe destacar en la actualidad la carne de vacuno en particular la Ternera de Aliste es una denominación de origen establecida en la comarca desde el 17 de diciembre de 1999. La gran mayoría de la producción va a parar a los mataderos existentes en San Vitero.

## Economía
La economía de esta pedanía ha sido considerada desde antiguo como de supervivencia, no se produce nada para la venta o el comercio y las unidades familiares son las que consumen y producen los alimentos para sí, y para los animales. Los productos sobre los que se centra la producción son básicamente en el área de la agricultura (cereales y algunas hortalizas) y en la ganadería (vacuno, lanar y algo de porcino).
Es de destacar uno de los principales motivos económicos del pueblo, y es la trashumancia. Con toda certeza se puede decir que desde muy antiguo esta pequeña localidad albergaba rebaños de ovejas (de las razas churras y merinas), y así lo atestigua la cantidad de cañizos que se pueden ver por los alrededores del lugar y el camino establecido por la Cañada real (que atraviesa el pueblo).